# 渡辺大樹 (人道支援家)
渡辺 大樹（わたなべ ひろき、1980年〈昭和55年〉 - ）は、バングラデシュで活動する日本の人道支援家、エクマットラ顧問。神奈川県横浜市出身。

## 経歴
エクマットラ共同創設者、エクマットラ・アントレプレナーズ代表取締役・社長。
1980年神奈川県生まれ。小・中・高校と野球をし、甲子園を目指し練習に励む中、胃潰瘍により致死量の失血状態に陥る。本人は数か月間それに気付かず、努力を続けるが日に日にランニングの結果が悪くなる一方だった。ある日、胸が急に痛み病院に運ばれ血液検査を受ける。血液検査の結果が出るまでの間も野球の練習を続けていたが、検査結果が出ると全ての行動にドクターストップがかかるほどの死に至る失血状態にあった。それまで誰にもランニングが勝てない、自分自身のタイムも更新できない状態が、病気の回復後は誰よりも早く走れるという下剋上を体験する。
金沢大学文学部在学時にはヨット部に所属していた。
2001年（平成13年）12月に、部活動最後の国際ヨットレースに出場するためタイ国プーケットを訪れた際に、移動中のバスから目にしたスラムの光景に衝撃を受ける。大学卒業後はアルバイトで資金を作り、2002年（平成14年）12月に単身で貧困国の一つであるバングラデシュへ渡る。
以降、現地のストリートチルドレンの調査・支援活動を続け、2004年（平成16年）にストリートチルドレン支援・啓発を目的とした民間活動団体｢エクマットラ｣をバングラデシュの仲間と共同で設立し、後にNGO登録。同団体においては、ダカのストリートチルドレンの教育のために｢青空教室｣を開き、子供達に共同生活を通して社会性を身に着ける｢シェルターホーム｣、職業訓練や様々な分野で活躍する人々と関わり合いながら次世代のリーダーを育てていく「エクマットラアカデミー」を2016年に開校させ社会で活躍する人材に育てるなど、ストリートチルドレンに対する支援活動を行っている。
2010年に内閣総理大臣奨励賞である人間力大賞に選ばれる。
2012年2月に日本で女優・グラビアアイドルとして活動した大塚麻恵と結婚。一子を儲ける。

## 関連書籍
- なぜ世界の隅々で日本人がこんなに感謝されているのか（PHP新書、ISBN 978-4-569-83146-6） - 布施克彦、大賀敏子著
第8章で渡辺のことが取り上げられている。

## 出演

### テレビ
- 地球ドキュメント ミッション（NHK BSHi、2010年4月4日）
- 世界ナゼそこに日本人～知られざる波乱万丈伝～（テレビ東京、2016年7月25日）